# Grívenskaia
Grívenskaia - Гривенская (rus) - és una stanitsa del krai de Krasnodar, a Rússia. Es troba a la vora dels rius Protoka i Anguélinski. És a 42 km al nord-oest de Kalíninskaia i a 95 km al nord-oest de Krasnodar.
Pertanyen a aquesta stanitsa els khútors de Priguibski i Lébedi.